# ISO 2859
Die ISO-Norm ISO 2859 Annahmestichprobenprüfung anhand der Anzahl fehlerhafter Einheiten oder Fehler (Attributprüfung) beschreibt ein Prüfverfahren in der statistischen Qualitätsprüfung, bei der attributive Merkmale (i.O. / n.i.O.) geprüft werden. Sie wurde 1974 eingeführt und basiert auf dem Military Standard 105 D (ABC-STD-105 D) der amerikanischen Streitkräfte zur Qualitätsprüfung der anzukaufenden Waffen und Ausrüstungsgegenstände. Die ISO 2859 konzentriert sich auf diskrete (zähl- oder prüfbare) Merkmale. Sie ergänzt die ISO 3951 für Prüfungen auf der Basis von Messwerten und Variablenprüfungen.
ISO 2859 liegt in Deutschland als fünfteilige DIN-Norm DIN ISO 2859 vor (Stand August 2014):
- Teil 1: Nach der annehmbaren Qualitätsgrenzlage (AQL) geordnete Stichprobenpläne für die Prüfung einer Serie von Losen, aktuelle Ausgabe 2014-08
- Teil 2: Nach der zurückzuweisenden Qualitätsgrenzlage (LQ) geordnete Stichprobenanweisungen für die Prüfung einzelner Lose anhand der Anzahl fehlerhafter Einheiten, aktuelle Ausgabe 1993-04
- Teil 3: Skip-Lot-Verfahren, aktuelle Ausgabe 2007-10
- Teil 4: Verfahren zur Beurteilung deklarierter Qualitätslagen, aktuelle Ausgabe 2005-09
- Teil 10: Einführung in das ISO-2859-Attribut-Stichprobensystem, aktuelle Ausgabe 2009-12